# Nettastoma parviceps
Nettastoma parviceps är en fiskart som beskrevs av Günther, 1877. Nettastoma parviceps ingår i släktet Nettastoma och familjen Nettastomatidae. Inga underarter finns listade i Catalogue of Life.